# Meizu M10
Meizu M10 — смартфон, розроблений компанією Meizu, що входить у серію бюджетних смартфонів «M». Був представлений у вересні 2019 року. В Україні пристрій був представлений 12 жовтня 2019 року разом з Meizu Note 9.

## Дизайн
Екран виконаний зі скла, а задня панель та рамка — з глянцевого пластику.
Знизу розміщені роз'єм microUSB, динамік, мікрофон та 3.5 мм аудіороз'єм. З лівого боку смартфона розташований гібридний слот під 2 SIM-картки або 1 SIM-картку і карту пам'яті формату microSD до 128 ГБ. З правого боку розміщені кнопки регулювання гучності та кнопка блокування. Сканер відбитків пальців знаходиться на задній панелі.
В Україні Meizu M10 продавався в 3 кольорах: Phantom Black (чорний), Sea Blue (синій) та Purplish Red (пурпурно-червоний).

## Технічні характеристики

### Платформа
Смартфон отримав процесор MediaTek Helio P25 з графічним процесором Mali-T880 MP2.

### Батарея
Батарея отримала об'єм 4000 мА·год.

### Камера
Смартфон отримав основну потрійну камеру 13 Мп, f/1.7 (ширококутний) з фазовим автофокусом + 2 Мп, f/2.2 (макро) + 2 Мп, f/2.2 (сенсор глибини) та фронтальну камеру 8 Мп (ширококутний), f/2.0. Обидві камери вміють записувати відео в роздільній здатності 1080p@30fps.

### Екран
Екран IPS LCD, 6,5", 1600 × 720 (HD+) зі співвідношенням сторін 20:9, щільністю пікселів 270 ppi та краплеподібним вирізом під фронтальну камеру.

### Пам'ять
Смартфон продавався в комплектаціях 2/32 та 3/32 ГБ. В Україні смартфон був доступний тільки в комплектації 3/32 ГБ.

### Програмне забезпечення
Смартфон був випущений на «чистому» Android 9 Pie з деякими попередньо встановленими застосунками від Meizu.